# Voodoo (album King Diamond)
Voodoo to ósmy studyjny album duńskiej grupy heavymetalowej King Diamond. Wydany został w roku 1998 przez wytwórnię Massacre. Jest to concept album, którego centralnym tematem są wierzenia voodoo.
Według danych z kwietnia 2002 album sprzedał się w nakładzie 32,907 egzemplarzy na terenie Stanów Zjednoczonych.

## Opis albumu
Akcja fabuły toczy się w 1932 i opowiada o rodzinie Lafayette, która przybywa do domu w Louisianie. Członkami rodziny są David, jego ciężarna żona Sarah oraz dziadek. W domu mieszka także stary służący, Salem. W pobliżu domu znajduje się święte miejsce wyznawców kultu Voodoo. Ich obrzędy budzą u członków rodziny niechęć, dlatego chcą się ich pozbyć. Nie wiedzą jednak, że prominentnym członkiem kultu jest także Salem. Gdy inni wyznawcy Voodoo dowiadują się o planach rodziny, postanawiają zabić jej członków. Realizując ten zamiar, Salem wpuszcza do pokoju Davida węża, który gryzie go i sprawia, że mężczyzna zapada na zdrowiu. Na Sarę zostaje rzucona klątwa, która sprawia, że opętują ją duchy. Do jedzenia dziadka z kolei dorzuca ziemi z cmentarza, powodując chorobę. Resztkami sił dziadek wzywa na pomoc egzorcystę, który próbuje wygnać duchy z Sary. Podczas tej ceremonii egzorcysta o mało nie zostaje zabity przez Sarę, ratuje go dziadek. Po pewnym czasie na miejsce przybywają policja i karetka, dzięki którym udaje się uratować życie członków rodziny. W zakończeniu dowiadujemy się, że Lafayette opuścili dom, a dziecko Sary po urodzeniu zaczęło mówić w dziwnym języku.

## Lista utworów
1. Louisiana Darkness (Diamond) - 1:43
2. LOA House (LaRocque) - 5:33
3. Life after Death (Diamond) - 5:40
4. Voodoo (Diamond) - 4:34
5. A Secret (LaRocque) - 4:04
6. Salem (Diamond) - 5:18
7. One Down Two to Go (Estes, Diamond) - 3:45
8. Sending of Dead (Diamond) - 5:40
9. Sarah's Night (Diamond) - 3:22
10. The Exorcist (LaRocque) - 4:52
11. Unclean Spirits (Estes) - 1:49
12. Cross of Baron Samedi (Diamond) - 4:29
13. If They Only Knew - 0:32
14. Aftermath (Diamond) - 1:39

Autorem tekstów wszystkich utworów jest King Diamond.
- Na końcu europejskiego wydania płyty znajduje się ukryty utwór, będący odwróconą wersją Unclean Spirits.

## Twórcy
- King Diamond – śpiew, instrumenty klawiszowe
- Andy LaRocque – gitara, instrumenty klawiszowe
- Herb Simonsen – gitara
- Chris Estes – gitara basowa
- John Luke Hébert – perkusja